# Paul Olima
Paul Olima (Dublin, 6 augustus 1986), ook wel bekend als Olima Omega, is een Ierse sportman, acteur, contentmaker en social media-influencer, bekend van zijn humoristische video's op sociale media. Olima staat onder andere bekend om zijn reactievideo's op bizarre TikToks.

## Levensloop
Olima werd geboren in Blanchardstown, Dublin, als kind van Nigeriaanse ouders. In 1974, vóór zijn geboorte, verhuisden zijn ouders samen met hun oudste zoon naar Ierland. Olima groeide op als één van zes broers. Van jongs af aan was hij goed in sport, vooral in voetbal, wat ervoor zorgde dat veel kinderen met hem wilden spelen. Op school was hij de clown van de klas en wist hij door zijn humor voor verbinding te zorgen, waardoor racisme naar hem toe minder werd.
Als tiener was Olima vaak betrokken bij vechtpartijen. Zijn vader leerde hem zich te verdedigen tegen racistische opmerkingen, wat zijn agressieve houding versterkte. Toen hij naar Castleknock College ging, ontdekte hij dat het niet nodig was om altijd de 'harde man' te zijn. Deze ervaring hielp hem om anders naar zichzelf te kijken.
Op 19-jarige leeftijd verhuisde Olima naar Londen om zijn droom na te jagen: profvoetballer worden. Hij had veel talent en werd gescout door West Ham United FC. Sport hielp hem enorm in zijn jeugd, vooral omdat hij opgroeide als zwarte jongen in een overwegend wit Ierland. Toen hij besefte dat hij nooit voor het Ierse nationale team zou spelen, koos hij voor een andere weg. Hij bouwde een carrière op als personal trainer, fitnessinfluencer en model.
Later begon hij humoristische video's te maken op sociale media. Dit begon in 2019, toen hij zijn eerste stappen zette op TikTok. Naast dat Olima te vinden is op TikTok, is hij ook actief op platforms zoals YouTube, Instagram en Facebook.
Verder is Olima een alleenstaande vader van twee dochters.